# کندریک (آیداهو)
کندریک(به انگلیسی: Kendrick) شهری در شهرستان لاتا ایالت آیداهو است که جمعیت آن در سرشماری سال ۲۰۱۰ میلادی ۳۰۳ نفر بوده است.